# 齐皮·利夫尼

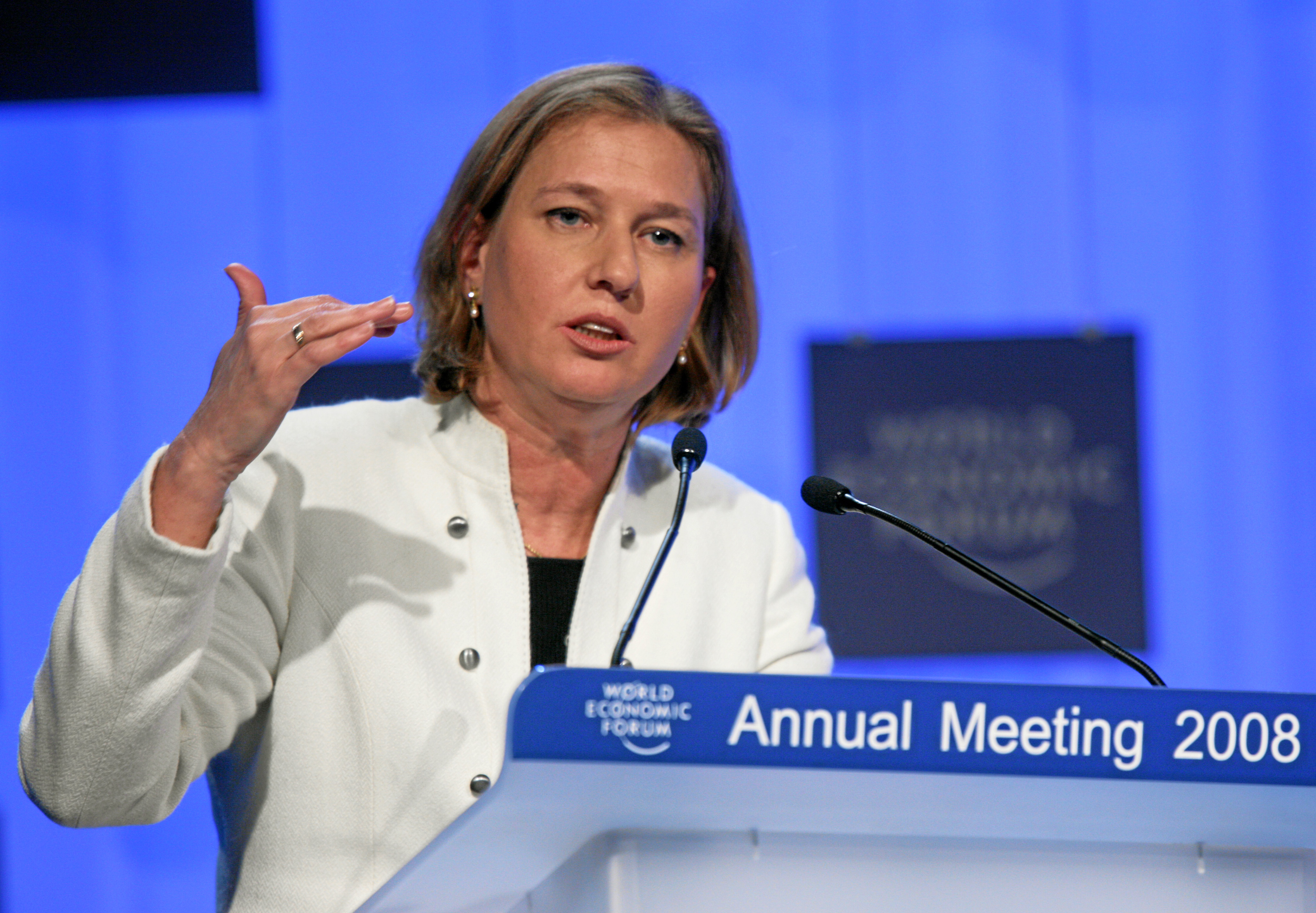
齐皮·利夫尼

齐波拉·玛勒卡·“齐皮”·利夫尼（希伯來語：ציפורה (ציפי) מלכה לבני，發音：[tsipoˈʁa malˈka ˈtsipi ˈlivni]；1958年7月8日—），以色列政治家，曾任以色列外交部长和司法部長。

## 生平
利夫尼曾经在以色列国防军中担任过中尉，并且为以色列情报机构摩萨德工作近两年。利夫尼能讲希伯来语，英语和法语。
1999年她以利库德集团身分首次當選國會议员。2005年11月加入前进党。2006年1月4日，被以色列总理埃胡德·奥尔默特任命为外交部长。 
2008年以色列前进党领导人选举中获胜，接替埃胡德·奥尔默特成为新一任前进党党魁。
2009年举行的以色列议会选举，她領導的前進黨获得28席，以一席之差领先利库德集团，成为议会第一大党，惟前總理、利库德集团領導人內塔尼亞胡為首的多個右翼政黨取得較多議席，利库德集团依舊成功與其他右翼黨派組織聯合政府，2月20日，以色列总统佩雷斯办公室发表声明说，已选定利库德集团主席内塔尼亚胡负责组建以色列新一届政府。前進黨遂成為最大反對黨，利夫尼其後成為反對黨領袖，直至2012年。2013至2014年任司法部長。